# Eleocharis retroflexa
Eleocharis retroflexa là loài thực vật có hoa trong họ Cói. Loài này được (Poir.) Urb. mô tả khoa học đầu tiên năm 1900.